# سیلور ویند
سیلور ویند (به انگلیسی: Silver Wind) یک کشتی است که طول آن ۵۱۴ فوت (۱۵۷ متر) می‌باشد. این کشتی در سال ۱۹۹۵ ساخته شد.